# Grotte de Mongautin
La grotte de Mongautin est une grotte ornée située sur le territoire de la commune de Prat-Bonrepaux dans le département de l'Ariège, en France.
Découverte en 1996, elle a livré des vestiges archéologiques datant du Paléolithique supérieur et est inscrite comme monument historique depuis 1999.

## Localisation
Elle se trouve à l'extrémité ouest du département de l'Ariège, à environ 2 km à vol d'oiseau du département de Haute-Garonne à l'ouest et 2 km au sud-est du village de Prat-Bonrepaux (environ 12 km au nord-ouest de Saint-Girons). Le périmètre protégé est de 0,77 ha de la parcelle D 572 où se situe l'entrée, près de l'ancienne carrière longeant la route de Cazavet (D 33A).
Elle domine en rive droite le ruisseau de la Gouarège, qui coule vers le nord et rejoint à Prat-Bonrepaux la rive gauche du Salat, ce dernier un affluent en rive droite de la Garonne.
Elle fait partie du parc naturel régional des Pyrénées ariégeoises.
Dans les environs
À proximité immédiate s'ouvre la grotte de Peyort avec de belles salles et de superbes stalactites, elle aussi décorée de gravures rupestres.
D'autres sites préhistoriques, certains célèbres, se trouvent à relative proximité - dont la grotte de Marsoulas (10 km au nord, première grotte ornée paléolithique officiellement reconnue dans les Pyrénées), et les grottes du Volp (14 km à l'est, grottes ornées).

## Géologie
Elle fait partie d'un ensemble karstique fonctionnel bien développé (2,4 km2 de superficie) dans les niveaux calcschisteux (calcaire schisteux ou calcaire en feuilles) de l'Albien inférieur, avec un réseau spéléologique reconnu supérieur à 4 km de longueur. Ce système a aussi la particularité de présenter de faibles vitesses apparentes d’écoulement (évaluée à 7 m/h), ce qui est en contradiction avec une karstification fonctionnelle importante.

## Histoire
Cette grotte ornée du Paléolithique supérieur a été découverte en mars 1996.

## Description
A. Lucante (1880) lui donne 40 m de longueur, avec une entrée très étroite.

## Autre
Deux espèces de coléoptères (genre Aphaenops) y sont signalés en 1880 : Anophthalmus cerberus et Anophthalmus orpheus,.

## Protection
Elle fait l'objet d'une inscription à l'inventaire des monuments historiques par arrêté du 21 juin 1999.